# Eria kandariana
Eria kandariana är en orkidéart som först beskrevs av Friedrich Fritz Wilhelm Ludwig Kraenzlin, och fick sitt nu gällande namn av Rudolf Schlechter. Eria kandariana ingår i släktet Eria och familjen orkidéer. Inga underarter finns listade i Catalogue of Life.